# Campeonato Panamericano de Béisbol Sub-12 de 2004
El Campeonato Panamericano de Béisbol Sub-12 de 2004 con categoría Infantil AA, se disputó en Barranquilla, Colombia del 10 al 18 de julio de 2004. El oro se lo llevó México por cuarta vez.

## Equipos participantes
- Aruba
- Brasil
- Colombia
- Estados Unidos
- México
- Perú
- Venezuela

## Resultados
| Posición | Selección      |
| -------- | -------------- |
|          | México         |
|          | Brasil         |
|          | Colombia       |
| 4°       | Venezuela      |
| 5°       | Estados Unidos |
| 6°       | Aruba          |
| 7°       | Perú           |